# 内藤利八
内藤 利八（ないとう りはち、1856年3月12日（安政3年2月6日）- 1921年（大正10年）7月1日）は、明治から大正時代の政治家、実業家。衆議院議員（5期）。

## 経歴
内藤林蔵の長男として、播磨姫路藩領神東郡、のちの川辺村（兵庫県神崎郡川辺村を経て、現市川町）に生まれる。中川卜陽に漢学を学び、さらに英語、政治学を修めた。1873年（明治6年）18歳にして川辺村戸長に就任。1881年（明治14年）兵庫県会議員に当選し、常置委員を経て、1888年（明治21年）同議長となった。1890年（明治23年）同志と共に育英館を設立し子弟教育に尽くした。ほか、播但鉄道、姫路水力電気各社長、姫路商業銀行監査役を務めた。
1890年（明治23年）7月の第1回衆議院議員総選挙では兵庫県第7区から出馬し当選。第2回、第8回、第9回、第10回総選挙でも当選し衆議院議員を通算5期務めた。